# Basílica Santuari de Nostra Senyora de Meritxell
La Basílica Santuari de Nostra Senyora de Meritxell és un santuari i una talla que es troben a la parròquia andorrana de Canillo, concretament al poble de Meritxell. L'arquitecte català Ricard Bofill es va encarregar de la construcció del nou santuari, que acull una mostra retrospectiva amb fotografies de diferents èpoques i la rèplica de la Mare de Déu, que encara hi ésvenerada.
Cada any s'hi fa un aplec, el 8 de setembre, festa nacional d'Andorra i cada any es reuneix al santuari una nombrosa concurrència, presidida pels representants dels coprínceps i per les autoritats andorranes. El juliol del 2014, el papa Francesc va atorgar al santuari la distinció de basílica menor. El santuari de Meritxell és una de les cinc basíliques menors del bisbat d'Urgell, amb Santa Maria (la catedral de la Seu d'Urgell), la basílica de Santa Maria de Valldeflors (Tremp), el santuari de Núria i el Sant Crist de Balaguer.

## Etimologia
L'origen del mot Meritxell no és ben clar. Diverses hipòtesis poden explicar-ne el significat. La primera d'elles la proposa Joan Coromines i Vigneaux, lingüista català especialitzat en llengües romàniques, que a la seva obra Onomasticon Cataloniae que Meritxell prové del terme mereig, una apòcope de migdia. Així, i seguint l'arrel llatina del mot migdia, Meritxell provindria del llatí meridianus que traduït al català donaria migdia. Segons es pot llegir en l'especial Diada de Meritxell d'El Periòdic d'Andorra, el terme mereig era utilitzat en el camp agrari per referir-se a les pastures que es trobaven al vessant solà de la muntanya. Precisament, el Santuari de Meritxell es troba a la mateixa orientació i d'aquí ve que se'n proposi el significat de "sol de migdia".
També s'ha proposat una explicació més religiosa a l'origen del mot. Maria derivaria en català en Meritxell que, més popularment, s'abreuja en Txell o Meri. En aquest cas, Meritxell es relaciona doncs a la Mare de Déu en la tradició cristiana. El nom de Meritxell va tenir certa empenta al segle xx, tant a Andorra com a Catalunya.
Per acabar, la hipòtesi més allunyada del sentit religiós i d'un origen llatí, proposa Meritxell com un derivat el protobasc que s'hauria parlat a la zona dels Pirineus durant el baix Imperi romà i fins a l'edat mitjana. El mot seria una fusió de Mari i Etxea, que significa "casa de Mari", en que Mari seria el nom d'una deessa de la mitologia precristiana basca. Aquesta darrera hipòtesi podria tenir cert sentit mentre es pugui provar una data medieval a l'antic santuari.

## Història i el Santuari vell

### La llegenda de Meritxell
El nucli narratiu gira entorn d’un grup de fidels que en anar a missa el dia de Reis troben, a l’altura del Santuari, una gavernera florida en ple mes de gener. En sorprendre’s, intrigats, descobreixen la imatge d’una Mare de Déu entronitzada sota la gavernera, la traslladen a Canillo i la col·loquen temporalment a l’altar major en espera de construir una església per venerar-la. L’endemà, la marededeu desapareix i la retroben al lloc inicial. La mateixa operació es repeteix, però en aquest cas amb el poble d’Encamp. Quan finalment, altra volta, troben la marededeu al peu de la gavernera entenen clarament que la seva voluntat és restar al poble de Meritxell, i per això hi construeixen una capella.

### El Santuari vell i l'incendi

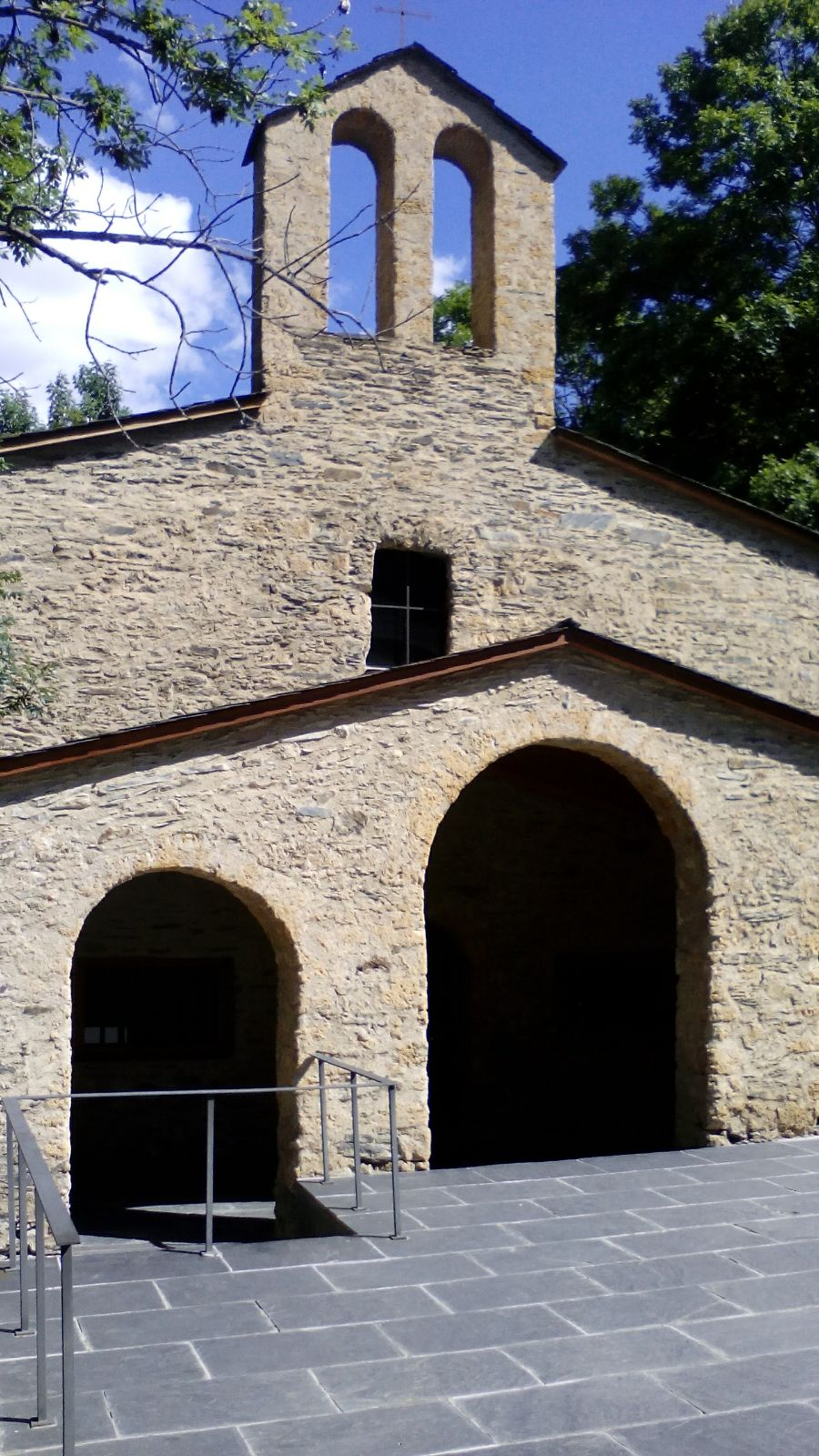
Restes del Santuari vell de Meritxell

El Santuari és una capella dedicada a santa Maria. Es tracta d’un edifici d’origen romànic anterior a la segona meitat del segle xii coronat amb un campanar d’espadanya doble, força transformat en l’època barroca, al segle xix i a finals del xx. S’ha trobat tota la planta de l’edifici –de nau única– i el porxo al costat sud.

Aquests vestigis són suficients per imaginar un temple petit i d’estructura senzilla, molt similar a qualsevol de les esglésies romàniques que encara estan dempeus a les valls andorranes.

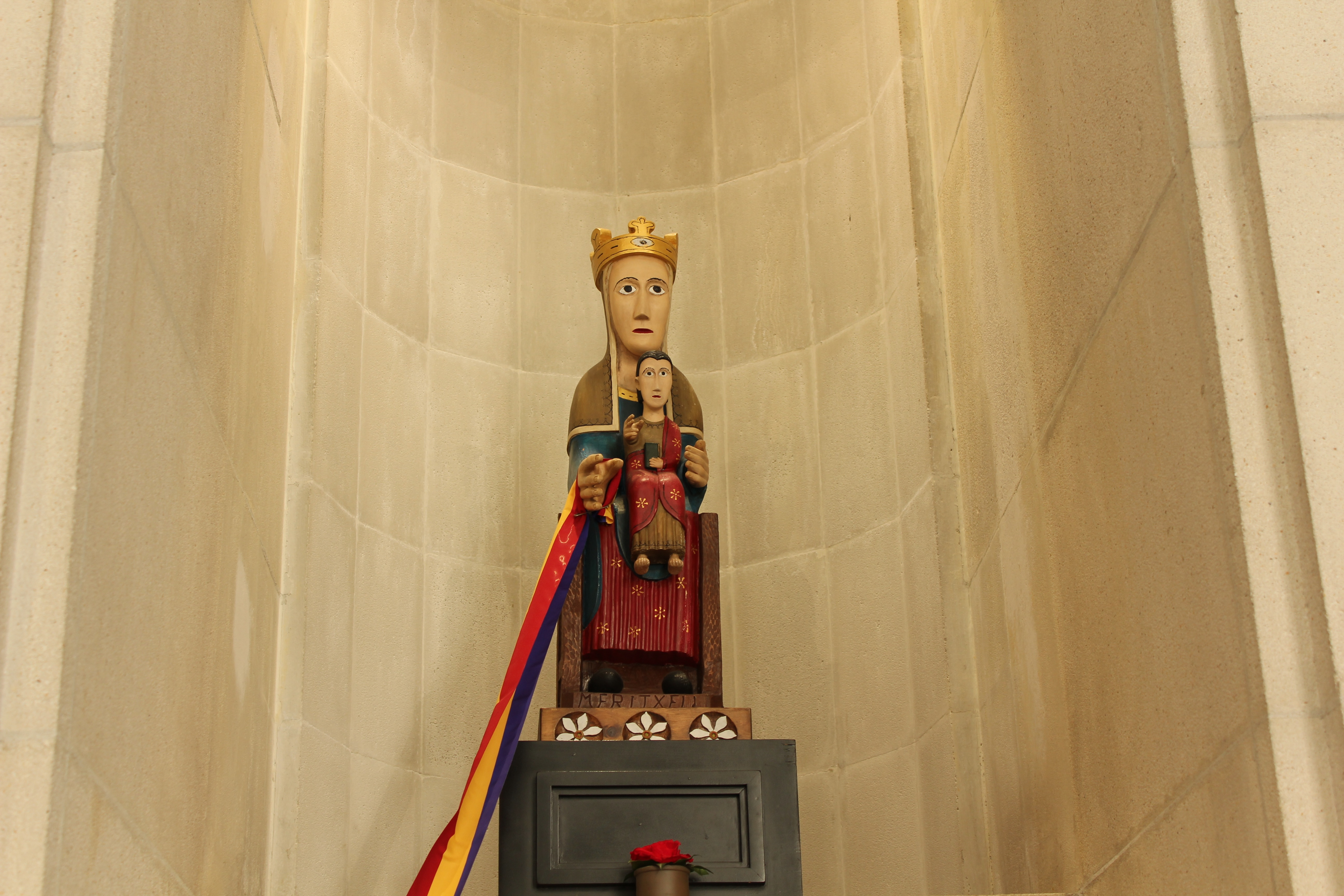
Nostra Senyora de Meritxell

A l’interior, la decoració pictòrica devia evocar els temes religiosos vigents a l’època i es completava amb una talla romànica de la Mare de Déu entronitzada amb el nen als braços, datada del segle xii. La imatge, tallada en fusta i policromada en les decoracions, projectava una actitud força rígida i frontal. Estava asseguda en un setial senzill amb respatller i abraçava el nen Jesús assegut a la falda, sobre el genoll esquerre. La imatge s’inscriu en la tipologia coneguda amb el nom de sedes sapientiae (‘tron de la saviesa’).
L’edifici actual és el resultat de la suma de diverses etapes constructives i de rehabilitació. El gros de l’estructura actual data de l’any 1658 i aprofita part dels murs del temple original romànic. Gairebé és, però, un edifici de nova planta a excepció de la capçalera, que va ser modificada al segle xix, quan es va construir el cambril.
El 1873, el Consell General de les Valls va declarar per unanimitat la Mare de Déu de Meritxell patrona d’Andorra. El 8 de setembre del 1921 va ser solemnement coronada i aquesta data va esdevenir la festa nacional andorrana. Cada any se celebra un aplec popular al Santuari, que acull també l’Aplec de les parròquies andorranes (Romiatge de les parròquies andorranes), el primer diumenge del mes de maig.
Així ho recull una de les estrofes dels diversos goigs que té dedicats:
“Per patrona us aclama
el Consell amb gran amor,
i entusiasmat proclama
que d’Andorra sou tresor.
Les Parròquies andorranes
vós, Reina, vulgueu guardar.”
El Santuari vell i la talla de la marededeu van desaparèixer totalment en un incendi que va tenir lloc la nit del 8 al 9 de setembre de 1972, després d’un dels aplecs que es va fer al Santuari.

## El Santuari vell
El Santuari és una capella dedicada a santa Maria. Es tracta d’un edifici d’origen romànic anterior a la segona meitat del segle xii coronat amb un campanar d’espadanya doble, força transformat en l’època barroca, al segle xix i a finals del xx. S’ha trobat tota la planta de l’edifici –de nau única– i el porxo al costat sud.
Aquests vestigis són suficients per imaginar un temple petit i d’estructura senzilla, molt similar a qualsevol de les esglésies romàniques que encara estan dempeus a les valls andorranes.
A l’interior, la decoració pictòrica devia evocar els temes religiosos vigents a l’època i es completava amb una talla romànica de la Mare de Déu entronitzada amb el nen als braços, datada del segle xii. La imatge, tallada en fusta i policromada en les decoracions, projectava una actitud força rígida i frontal. Estava asseguda en un setial senzill amb respatller i abraçava el nen Jesús assegut a la falda, sobre el genoll esquerre. La imatge s’inscriu en la tipologia coneguda amb el nom de sedes sapientiae (‘tron de la saviesa’).
L’edifici actual és el resultat de la suma de diverses etapes constructives i de rehabilitació. El gros de l’estructura actual data de l’any 1658 i aprofita part dels murs del temple original romànic. Gairebé és, però, un edifici de nova planta a excepció de la capçalera, que va ser modificada al segle xix, quan es va construir el cambril.
El 1873, el Consell General de les Valls va declarar per unanimitat la Mare de Déu de Meritxell patrona d’Andorra. El 8 de setembre del 1921 va ser solemnement coronada i aquesta data va esdevenir la festa nacional andorrana. Cada any se celebra un aplec popular al Santuari, que acull també l’Aplec de les parròquies andorranes (Romiatge de les parròquies andorranes), el primer diumenge del mes de maig.
Així ho recull una de les estrofes dels diversos goigs que té dedicats:
“Per patrona us aclama,
el Consell amb gran amor,
i entusiasmat proclama
que d’Andorra sou tresor.
Les Parròquies andorranes
vós, Reina, vulgueu guardar.”
El Santuari vell i la talla de la marededeu van desaparèixer totalment en un incendi que va tenir lloc la nit del 8 al 9 de setembre de 1972, després d’un dels aplecs que es va fer al Santuari.

## El Santuari nou
L’incendi del Santuari vell va suposar un punt d’inflexió que canviaria per sempre l’escenari del Dia de Meritxell. Diversos arquitectes van presentar projectes, però finalment es va encarregar a Ricard Bofill la construcció del nou santuari, encara que el projecte original que va presentar Bofill era molt més ambiciós. La construcció es va iniciar el 8 de setembre de 1974 amb la col·locació de la primera pedra, les obres es van acabar el 1976 i es va inaugurar el 8 de setembre d’aquell any. També es van encarregar diverses còpies de la talla de fusta, la primera de les quals va ser obra de Sergi Mas i va ser la que va presidir el Santuari nou un cop inaugurat.
El nou Santuari de Meritxell recolza en tres pilars: fe, identitat i cultura, els quals sostenen un conjunt arquitectònic que intenta integrar-se en la natura per crear un paisatge cultural i alhora impactar visualment l’espectador.
L’edifici central del Santuari es disposa en una planta de creu grega, al voltant de la qual s’organitzen els diversos espais del Santuari, seguint una barreja d’inspiracions que li atorguen un fort eclecticisme.
La principal referència del disseny arquitectònic la trobem en les ruïnes cremades de la capella de Santa Maria de Meritxell. És un homenatge al mestre d’obra de l’antiga església de Santa Maria, plasmat en els enormes arcs blancs de mig punt que sostenen i decoren l’edifici.
D’altra banda, i sota la inspiració dels models monàstics catalans, sorgeix el campanar de torre de planta quadrada i de dimensions importants, i el claustre adossat al costat sud, cobert amb volta de creueria i ideat per recordar els claustres dels centres monàstics medievals, conegut com “L’Esplanada”. En contraposició a aquest claustre trobem, al costat nord, un pati amb miralls, amb clares reminiscències dels patis que trobem en l’arquitectura islàmica.
L’obra també s’inspira en altres estils artístics, com el renaixement italià, una influència que s’observa en la planta del Santuari i en el joc de figures geomètriques del paviment, que combina el color blanc i el negre, així com en l’exterior del Santuari, aixecat amb pedra d’esquist de color negre i rematat amb peces prefabricades de color blanc.
Presideix l’altar una còpia recent de la Mare de Déu força fidel a l’original, feta per Sergi Mas a partir de diverses fotografies de la primera talla, en què es poden identificar els trets principals de les imatges marianes romàniques.
A la Mare de Déu l’acompanyen, dispersos per l’església, els set sants patrons de les set parròquies d’Andorra. Aquestes talles de fusta estan també esculpides per l’artista andorrà Sergi Mas. Trobem, doncs, les imatges de:
- Sant Serni, de Canillo
- Santa Eulàlia, d’Encamp;
- Sant Corneli, d’Ordino;
- Sant Iscle, de la Massana;
- Sant Esteve, d’Andorra la Vella;
- Sant Julià, de Sant Julià de Lòria,
- Sant Pere Màrtir, d’Escaldes-Engordany.

Exteriorment, els volums es van recobrir amb unes làmines de coure, amb l’objectiu que gràcies al pas del temps i la humitat adquirissin tonalitats verdoses que integressin encara més el conjunt en el paisatge muntanyenc. Lluny d’esdevenir verdes han enfosquit força la fisonomia arquitectònica, fruit del clima de les valls andorranes.

### Les bíblies del món
La Bíblia és el llibre més llegit i venut de la història. La col·lecció Bíblies del món és una donació de Pere Roquet Ribó a l’Arxiprestat d’Andorra i està formada per més de mil exemplars de bíblies i nous testaments en diferents llengües, dialectes i suports. Actualment disposa de 1.550 exemplars en més de 1.200 llengües.

## La rehabilitació del Santuari vell
L’antic edifici cremat es va restaurar posteriorment per tal d’encabir-hi l’exposició Meritxell memòria. L’inici d’aquesta exposició ens trasllada escenogràficament a sota d’una gavernera florida, element protagonista que, segons conta la llegenda, aixoplugava la imatge de la Mare de Déu de Meritxell, en ple mes de gener. L’exposició inclou peces representatives com la campana del Santuari vell, la corona de la marededeu, objectes carbonitzats recuperats de l’incendi i diverses imatges i recursos audiovisuals que evoquen moments viscuts entorn del Santuari.
L’edifici és, doncs, una rèplica nova de l’anterior. Tanmateix, l’interior ja no té gaire a veure amb l’edifici original. Els seients s’han substituït per un passadís que va fins a l’absis, en el qual es mira de reproduir amb imatges fotogràfiques i un vídeo el que fou l’antic Santuari. Als laterals de la nau central, s’hi exposen objectes que van ser cremats en l’incendi i imatges de l’època més gloriosa de l’església, així com de l’incendi mateix.

### Els retaules
Els retaules són els altres béns mobles que van desaparèixer la nit del 8 de setembre de 1972. Per aquesta raó es va decidir reproduir-los fotogràficament, per poder-ne, almenys, recordar la fisonomia original.

#### L’altar major
Retaule tallat en fusta, fet l’any 1754 per un autor anònim, la distribució del qual va canviar l’any 1865 amb la construcció del cambril i la incorporació de noves decoracions, segurament del pintor Oromí, de la Seu d’Urgell, que va decorar el cambril i l’interior de l’església amb pintures murals l’any 1866.

#### L’altar de Santa Anna
El retaule de Santa Anna provenia del primer edifici romànic i va ser recompost per tal d’adaptar-lo a la ubicació de l’església barroca. També se’n va variar l’advocació, aprofitant l’existència de dos escenes de santa Anna; però cal recordar que l’església primitiva estava dedicada a santa Maria i, dins la narració de les escenes de Maria, era normal que hi sortís santa Anna, la mare de Maria. La seva cronologia era del principi del segle xvi i s’inscrivia dins d’una tradició gòtica totalment popular. Cal remarcar-ne la força narrativa, amb gran cura de detalls, així com la varietat i la riquesa cromàtiques i la intencionalitat de moviment. Es tractava d’una obra d’un autor anònim d’àmbit secundari, conegut per la historiografia com “el Mestre de Meritxell”.

#### L’altar del Remei
El retaule del Remei va ser pintat per Josep Caselles de Solsona l’any 1804, en plena època barroca, i va ser segurament modificat en èpoques posteriors. Tota la superfície del retaule presentava una decoració abundant a base de motius que imiten marbres i elements vegetals, tant pintats com tallats.

## Aplec de la Mare de Déu de Meritxell
Des de l’any 2010, l’aplec de la Mare de Déu de Meritxell és una de les festes d’interès cultural inscrites a la secció quarta de l’Inventari general del patrimoni cultural d’Andorra. Tal com recull Albert Roig a l’article sobre l’aplec de la Mare de Déu de Meritxell, el geògraf Marcel Chevalier és dels primers estudiosos a descriure’l, concretament a Andorra (1925): “Anàvem en pelegrinatge a Meritxell per dinar sobre l’herba, al so de la gaita i dels violins, mentre els joves ballaven sardanes sota la mirada vigilant dels caps de casa, ocupats a concloure matrimonis entre les famílies”. També en parla Joan Amades al Costumari català (1952): “Hi havien acudit de tots els pobles de la Vall [...]. S’havia celebrat una festa religiosa molt solemne i es cantaven els goigs de la imatge que, segons la tradició, va ésser trobada. La gran gentada s’escampava per aquells estimballs i feia grans àpats. A la tarda, es lliurava a la joia de la dansa”.
En l’actualitat, la celebració comença la nit abans amb una processó de torxes i una primera eucaristia. El mateix dia 7, el poble de Meritxell organitza un ball de nit i un piscolabis coincidint amb la seva festa major.
El dia 8 hi ha diverses misses, una d’elles amb els joves vinculats a la casa de colònies AINA i una altra que és oficiada per l’arquebisbe i copríncep d’Andorra. També hi ha un esmorzar popular i una ballada de sardanes. Les portes del santuari nou, obra de Ricard Bofill, i de l’antiga església romànica, reconstruïda i reconvertida en espai museístic, romanen obertes a tots els pelegrins que pugen aquell dia a Meritxell.